# 신탐
신탐(중국어: 申耽, 병음: Shēn Dān 선단[*], ? - ?)은 중국 후한 말, 삼국 시대의 인물로, 자는 의거(중국어 간체자: 义举, 정체자: 義擧, 병음: Yìjǔ 이쥐[*])이다.

## 행적
한중군 출신이다. 처음에는 서평과 상용 사이에서 수천 가를 모았으며, 나중에는 장로(張魯)와 통하고 또 조조(曹操)에게 사자를 보내 장군이 되고, 상용도위를 겸했다. 219년, 유비(劉備)가 조조를 한중에서 쫓아내자 이 일대가 유비에게로 기울어졌으며, 맹달(孟達)이 방릉태수 괴기를 죽이고, 유봉(劉封)이 맹달을 지휘하여 상용으로 진격해 오자, 신탐은 유봉에게 항복하고 처자와 종족을 성도로 보냈다. 유비는 신탐에게 정북장군을 더하고, 상용태수를 겸임하게 했으며 이전과 같이 향후에 두었다.
나중에, 맹달이 유봉을 배반하고 위나라에 붙었으며, 하후상(夏侯尙), 서황(徐晃)이 맹달을 거느리고 상용을 치자, 아우 신의(申儀)가 유봉을 배반하여 유봉은 싸움에 져 성도로 쫓겨났다. 신탐은 항복하여, 임시로 회집장군이 되었고 남양으로 이주했다. 신탐의 옛 칭호는 아우 신의에게 넘겨졌다.

## 《삼국지연의》의 신탐
맹달이 유봉을 배반하고 위나라로 붙었을 때, 아우 신의와 함께 맹달의 편에 서 위나라로 귀순했다. 나중에 맹달이 위나라를 배반하고 다시 촉나라로 돌아가려 하자, 아우인 신의와, 심복인 이보, 생질 등현과 함께 맹달을 배반하였다.

## 친척 관계
- 신탐
- 신의 (아우)